# Pangongsjön
Pangongsjön (eller Pangong Tso; tibetanska: སྤང་གོང་མཚོ; hindi: पांगोंग त्सो; kinesiska: 班公错) är en insjö, belägen på 4 250 meters höjd i Himalaya, 134 kilometer lång och på sitt bredaste ställe fem kilometer bred. Sjön sträcker sig mellan Indien och Tibet, och två tredjedelar av sjöns längd faller inom Kinas gräns. På vintern fryser ytan till is, trots att det är en saltvattensjö.